# Хиро, Хуан Франсиско
Хуан Франсиско Хосе Хиро Суфриатеги (исп. Juan Francisco José Giró Zufriategui, 3 июня 1791 — 8 мая 1863) — уругвайский политик, президент Уругвая.

## Биография
Родился в 1791 году в Монтевидео (вице-королевство Рио-де-ла-Плата) его родителями были иммигрант Хосе Хиро и местная уроженка баскского происхождения Мария Суфриатеги. Получал образование в Монтевидео, Буэнос-Айресе и Рио-де-Жанейро, а затем Испании и США, где жил в 1812—1815 годах.
После португальско-бразильской оккупации стал членом масонской Ложи восточных кабальеро, противодействовавшей включению Восточной полосы в состав Бразилии в качестве провинции Сисплатина.
В 1825 году после того, как Тридцать три Ориенталес высадились на восточном берегу реки Уругвай, присоединился к освободительному движению. В 1827 году стал членом временной уругвайской администрации, организованной Хосе Рондо, в 1828 году вошёл в состав Генеральной конституционной и законодательной ассамблеи Восточного государства Уругвай.
В независимом Уругвае стал сторонником Мануэля Орибе, во время Великой осады Монтевидео вошёл в состав созданного им в Серрито правительства, от имени которого, в частности, в 1845 году получил у Испании признание независимости Уругвая.
По окончании гражданской войны стал сенатором, и в 1852 году победил на президентских выборах. Однако мирная жизнь налаживалась с трудом, так как страна была в ужасающей экономической ситуации: единственными источниками поступлений в казну были субсидии от Бразилии и таможенные сборы, которых не хватало. Так как таможенные сборы собирались советом директоров, в который входили как представители государства, так и частные лица, одним из первых президентских указов Хиро установил, что отныне таможенные сборы сосредотачиваются исключительно в руках государства, чем восстановил против себя частных предпринимателей, принадлежавших к партии «Колорадо».
В марте 1852 года Бразилия потребовала, чтобы Уругвай назначил комиссара в совместную комиссию, которая должна была в соответствии с подписанным в октябре 1851 года соглашением определить границу между двумя странами. Хиро решил, что договор сначала должен быть одобрен парламентом. В ответ Бразилия дала Уругваю три дня на то, чтобы тот согласился. Так как бразильские войска, сражавшиеся против Росаса, всё ещё находились на уругвайской территории, угроза была серьёзной, и Хиро попросил Уркису выступить посредником. Однако тот мало чем мог помочь из-за внутренних трудностей, которые в то время испытывала Аргентинская Конфедерация, и отправил в Монтевидео Луиса Хосе де ла Пенью, чтобы убедить Уругвай согласиться с условиями мирного соглашения, пообещав, что Бразилия внесёт в него некоторые модификации. Хиро пришлось согласиться с неизбежным, и 15 мая 1852 года Уругвай подписал с Бразилией договор о границе, в соответствии с которым за Уругваем остался Чуй и устья рек Себольяти и Такуари.
Недавнее прошлое приводило к тому, что по любому поводу в стране начинались бурные политические дебаты. Так как армия в основном состояла из сторонников партии «Колорадо», а меры правительства были направлены во многом именно против них, то было принято решение о создании Национальной гвардии. Министры, принадлежавшие к партии «Колорадо», подали в отставку, и 18 июля 1853 года Мельчор Пачеко-и-Обес поднял мятеж, поддержанный членами партии «Колорадо», недовольными действиями правительства. Не успевшая получить оружие национальная гвардия была разогнана восставшими, и Хиро пришлось поручить наведение порядка именно восставшим войскам. Мятежники навязали ему новых министров, и последующие два месяца Хиро прожил в состоянии полной неопределённости, пока, наконец, 24 сентября 1853 года не бежал в представительство Франции. Власть в стране взял в руки Триумвират.
В 1860 году Хиро вновь стал сенатором, и оставался членом Сената вплоть до своей смерти.